# Первомайский сельсовет (Городокский район)
Первомайский сельсовет (белор. Першамайскі сельсавет) — административная единица на территории Городокского района Витебской области Белоруссии. Административный центр — агрогородок Вархи.

## История
Образован 20 августа 1924 года как Поташнянский сельсовет в составе Городокского района Витебского округа БССР. Центр — деревня Поташня. 9 октября 1929 года переименован в Первомайский сельсовет. После упразднения окружной системы с 26 июля 1930 года в Городокском районе БССР, с 20 февраля 1938 года — Витебской области. Некоторое время центром сельсовета являлась деревня Еремеева. 16 июля 1954 года центр сельсовета перенесён в деревню Поташня. 4 марта 1960 года к сельсовету присоединена часть упразднённого Болецкого сельсовета (7 населённых пунктов: Ворохобы, Васькино, Михали, хутор Михали, Петраки, Сельцо и посёлок кирпичного завода). 4 апреля 1975 года центр сельсовета перенесён в деревню Вархи. 26 марта 1973 года упразднена деревня Радюки.
29 сентября 2017 года упразднена деревня Минины.
29 октября 2021 года упразднена деревня Кожемяки.
20 января 2023 года упразднены населённые пункты — Борисенки, Зуи-1, Мамчиково.
21 июля 2024 года упразднена деревня Высоты.

## Состав
Первомайский сельсовет включает 31 населённый пункт:
- Авданьки — деревня
- Аниськи — деревня
- Артельный — посёлок
- Боровцы — деревня
- Вархи — агрогородок
- Васькино — деревня
- Веремеевка — агрогородок
- Веремеево — деревня
- Веснина — деревня
- Ворохобы — деревня
- Гузы — деревня
- Зубаки-1 — деревня
- Зуи-2 — деревня
- Клюшево — деревня
- Лука — деревня
- Лыска — деревня
- Михали — деревня
- Морозово — деревня
- Петраки — деревня
- Поташня — деревня
- Прудок — посёлок
- Прудок — деревня
- Радченки — деревня
- Росляки — деревня
- Росляки — хутор
- Сельцо — деревня
- Сутоки — деревня
- Тросница — деревня
- Туринец-1 — деревня
- Хомяково — деревня
- Шабаны — деревня

Упразднённые населённые пункты:
- Борисенки — деревня
- Зуи-1 — деревня
- Мамчиково — деревня
- Минины — деревня[5]
- Кожемяки — деревня
- Высоты — деревня[4]